# Котлярка
Котля́рка — село в Україні, у Попільнянській селищній громаді Житомирського району Житомирської області. Населення — 460 осіб.

## Географія
Через село тече річка Кривенька, ліва притока Унави та пролягає автошлях регіонального значення Р18.

## Історія
Поблизу села знайдені залишки змієвих валів та древні кургани.
Село згадувалося в історії 1753 року, про начебто ритуальне вбивство євреями малолітньої дитини шляхтича в сусідньому селі Маркова Волиця. Слідством керував безпосередньо єпископ Київський Римо-католицької церкви Каєтан Солтик. Одним із звинувачених у цьому злочині був орендар Мовша з Котлярки, якого пізніше четвертували в Житомирi. Ця історія увійшла до книги «О смысле и значении кровавых жертвоприношений» богослова Тимофія Буткевича,, одного із засновників чорносотенського руху Російське зібрання.
Згідно з працею Лаврентія Похилевича «Сказання про населені місцевості Київської губернії» у 1835 році село належало до Сквирського повіту та парафії Свято-Успенської церкви в селі Сокільча. Власниками села були нащадки Августа Сливинського. Населення складало 520 православних та 100 католиків.
Відповідно до метричної книги Свято-Успенської церкви на середину XIX століття серед селян були розповсюджені наступні прізвища: Макарчук, Власюк, Сидорчук, Моцак, Старунський, Пастушенко, Стеценко, Овдюшка, Артемчук, Кубдяк, Іванюк, Колисниченко, Яковчук, Оксенюк, Павленчук
У 1878—1879 роках в селі спалахнуло повстання чиншовиків, колишніх шляхтичів. Чиншовики відібрали назад землі, які раніше орендували у поміщика Сливинського за чинш, та які були передані в оренду за високу платню цукровій компанії з Ходоркова. Після того, як поліція заарештувала організатора бунту Баладинського, близько сорока чоловік озброївшись кілками його звільнили. Поліції вдалося припинити повстання заарештувавши 26 бунтівників, які згодом отримали різноманітні строки ув'язнення. Разом з тим поміщику було рекомендовано утриматися від намагання змінити орендаря та залишити решту чиншовиків на зайнятих ними землях.
Із жертв Голодомору в Україні (1932—1933) було поіменно встановлено 101 особа на основі свідчень очевидців Бабич С. П., Вільчинської Н. М., Завадської Ю. С., Монастирецького С. Т., Сокирко С. А.
Чимало селян були призвані до лав Червоної армії та загинуло під час радянсько-фінської війни (1939—1940)
150 жителів села воювали у складі Червоної армії під час німецько-радянської війни, з них загинуло 82, 63 — нагороджені орденами й медалями. У 1954 році встановлено пам'ятник загиблим воїнам.
До 2017 року в селі Котлярка існував пам'ятник Леніну. Після прийняття закону про декомунізацію сільською радою села Котлярка було вирішено не зносити пам'ятник Леніну. Замість цього місцевий художник Володимир Герасимчук перетворив його на пам'ятник Тарасові Шевченку, який змінив підборіддя, замінив кепку на «Кобзар», а піджак перетворив на пальто. Ініціаторкою перетворення стала завідувачка будинку культури села Котлярка Тетяна Петрук.
17 серпня 2016 року, в ході децентралізації, село увійшло до складу Попільнянської селищної громади.
19 липня 2020 року, в результаті адміністративно-територіальної реформи та ліквідації Попільнянського району, село увійшло до складу новоутвореного Житомирського району.

## Населення

### Мова
Розподіл населення за рідною мовою за даними перепису 2001 року:
| Мова       | Кількість | Відсоток |
| ---------- | --------- | -------- |
| українська | 476       | 97,14 %  |
| російська  | 13        | 2,66 %   |
| румунська  | 1         | 0,2 %    |
| Всього:    | 490       | 100 %    |

## Відомі особи
Уродженці села:
- Моцак Григорій Іванович — Герой Соціалістичної Праці, депутат Верховної Ради СРСР 8—11-го скликань.
- Монастирецький Леонід Семенович — заслужений працівник освіти України, професор кафедри новітньої української літератури та соціальних комунікацій Житомирського державного університету[15].
- Оксенюк Роман Назарович — історик, краєзнавець Волині, доцент і завідувач кафедри історії СРСР та УРСР Луцького педагогічного інституту[16].